# Paradosso di Curry
Il paradosso di Curry è un paradosso della teoria ingenua degli insiemi, e deve il suo nome al logico e matematico statunitense Haskell Curry che lo pubblicò nel 1942. Esso è basato sulla costruzione di un'affermazione autoreferenziale da cui si possono dedurre, tramite alcune semplici regole di inferenza, l'asserzione stessa ed ogni altra proposizione.

## Svolgimento
Il paradosso consiste nell'affermare una proposizione del tipo: “Se questa frase è vera, allora Babbo Natale esiste”. Bisogna anzitutto considerare che questo enunciato è di tipo autoreferenziale, ovvero il termine “questa frase” in esso contenuto vuole indicare l'intera espressione. In sostanza, si tratta di formulare l'enunciato A, dove per A si intende la proposizione “Se A è vero, allora Babbo Natale esiste”. Valendosi delle regole della logica del primo ordine, appare facile mostrare come questa affermazione non possa che essere vera.
Si procede nel modo seguente:
Supponiamo che l'enunciato A, che è della forma Φ → Ψ ([antecedente=] A è vero → [conseguente=] Babbo Natale esiste), sia falso. Ma un enunciato della forma Φ → Ψ è falso se e solo se Φ è vero e Ψ è falso. Dunque, A è falso se e solo se l'antecedente “A è vero” è vero ed il conseguente “Babbo Natale esiste” è falso. Ma sostenere che l'antecedente “A è vero” è vero equivale a definire vero A, e ciò contraddice l'ipotesi di partenza. Dobbiamo dunque concludere che l'enunciato A è vero. Allora, per modus ponens, affermiamo che “Babbo Natale esiste”. Infatti, in una formula condizionale vera in cui sia vero l'antecedente, il conseguente risulta anch'esso vero. È poi ovvio che si può sostituire all'espressione “Babbo Natale esiste” un enunciato B qualsiasi, che faccia un'asserzione qualunque.

## Interpretazione matematica
Il paradosso di Curry è fonte di numerosi problemi e interessanti spunti nel settore della logica matematica. Esso infatti, fornendo un metodo per dimostrare qualsiasi teorema, sembrerebbe costituire una prova dell'inconsistenza e della contraddittorietà di molte teorie assiomatiche. Questo poiché quasi ogni sistema formale è, per sua natura, soggetto alle leggi (almeno) della logica del primo ordine, e proprio da queste avrebbe origine il paradosso. L'enunciato in questione si presenta come un'affermazione vera a priori, ovvero che non necessita di alcuna dimostrazione a partire da assunti precedenti. Risulta così vera ovunque, unicamente in virtù di se stessa, quali che siano i postulati del sistema. Da essa si possono poi dedurre come veri l'enunciato B (“Babbo Natale esiste”) e l'enunciato negazione di B (“Babbo Natale non esiste”). Già questo basterebbe, grazie al teorema dello pseudo Scoto, a generare un numero infinito di contraddizioni. Ma non pare in effetti neanche necessario: è sufficiente applicare il paradosso ad ogni proposizione e, successivamente, alla negazione di questa per rendere la teoria matematica presa in esame del tutto inservibile. È evidente che un sistema formale contraddittorio in cui si dimostra tutto ed il contrario di tutto non è di alcuna utilità. Per superare tale difficoltà si è ricorso quindi alla ridefinizione dei principi stessi della logica matematica e della teoria degli insiemi, limitandone opportunamente il campo di validità; ovvero, allo scopo di eliminare il paradosso, si è intervenuto sulle premesse di queste rendendole più restrittive, così da impedire alcune delle condizioni essenziali all'originarsi dell'antinomia. È possibile infatti vietare certe forme di autoreferenzialità, o più semplicemente rifiutare la formulazione del predicato di verità all'interno del linguaggio stesso. I vari metodi con cui la matematica moderna ha corretto le ipotesi della teoria ingenua degli insiemi hanno portato a logiche differenti, dove il paradosso di Curry viene escluso solitamente in quanto impossibile o privo di senso.

## Interpretazione filosofica
Secondo Piergiorgio Odifreddi, il paradosso di Curry rappresenterebbe “una vera e propria dimostrazione della non esistenza di Dio”, in quanto esso proverebbe che “l'assunzione di un essere necessario, o di una causa prima, è incompatibile con la logica”. Comunemente per causa prima si intende un ente che esiste necessariamente solo grazie ad alcune sue proprietà e da cui deriva ogni altra realtà. Volendo tradurre questo concetto in termini logici, ci si accorge facilmente che esso viene a coincidere con l'enunciato paradossale di Curry: infatti è vero esclusivamente per come è costruito e, data l'equivalenza tra nesso causale nel linguaggio ordinario e implicazione materiale nel linguaggio formale, è la premessa di ogni conseguenza. Come osservato, però, tale espressione è impropria e viene rigettata da qualunque sistema formale al fine di non cadere nell'inconsistenza. Risulta quindi impossibile costruire un ragionamento che si avvalga di una logica formalizzata corretta e non contraddittoria e che al tempo stesso includa al suo interno l'idea di una causa prima. Così il paradosso di Curry diventa una confutazione dell'impostazione razionalista tipica, ad esempio, di Cartesio, Spinoza e Leibniz, secondo la quale sarebbe possibile affrontare razionalmente problemi metafisici e fornire con la pura ragione prove definitive dell'esistenza di Dio.
D'altro canto, il paradosso conferma l'argomentazione di Tommaso d'Aquino che nega la possibilità di una causa prima sullo stesso piano delle cause seconde e di conseguenza nega l'autoconsistenza del mondo, dimostrando così la necessità di una causa che sia al di sopra della catena dei fenomeni (cfr. partecipazione dell'essere).